# Loricariichthys
Loricariichthys is een geslacht van straalvinnige vissen uit de familie van de harnasmeervallen (Loricariidae).

## Soorten
- Loricariichthys acutus (Valenciennes, 1840)
- Loricariichthys anus (Valenciennes, 1835)
- Loricariichthys brunneus (Hancock, 1828)
- Loricariichthys cashibo (Eigenmann & Allen, 1942)
- Loricariichthys castaneus (Castelnau, 1855)
- Loricariichthys chanjoo (Fowler, 1940)
- Loricariichthys derbyi Fowler, 1915
- Loricariichthys edentatus Reis & Pereira, 2000
- Loricariichthys hauxwelli Fowler, 1915
- Loricariichthys labialis (Boulenger, 1895)
- Loricariichthys maculatus (Bloch, 1794)
- Loricariichthys melanocheilus Reis & Pereira, 2000
- Loricariichthys microdon (Eigenmann, 1909)
- Loricariichthys nudirostris (Kner, 1853)
- Loricariichthys platymetopon Isbrücker & Nijssen, 1979
- Loricariichthys rostratus Reis & Pereira, 2000
- Loricariichthys stuebelii (Steindachner, 1882)
- Loricariichthys ucayalensis Regan, 1913